# Spektroskopia UV-VIS

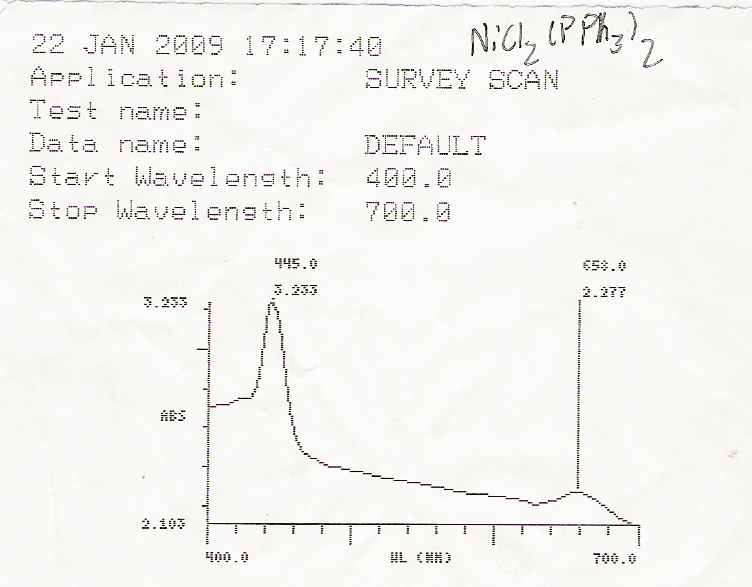
Niskorozdzielcze widmo VIS barwnego kompleksu NiCl_{2}(PPh_{3})_{2}. Widoczne dwa maksima absorpcji, przy 445 i 658 nm

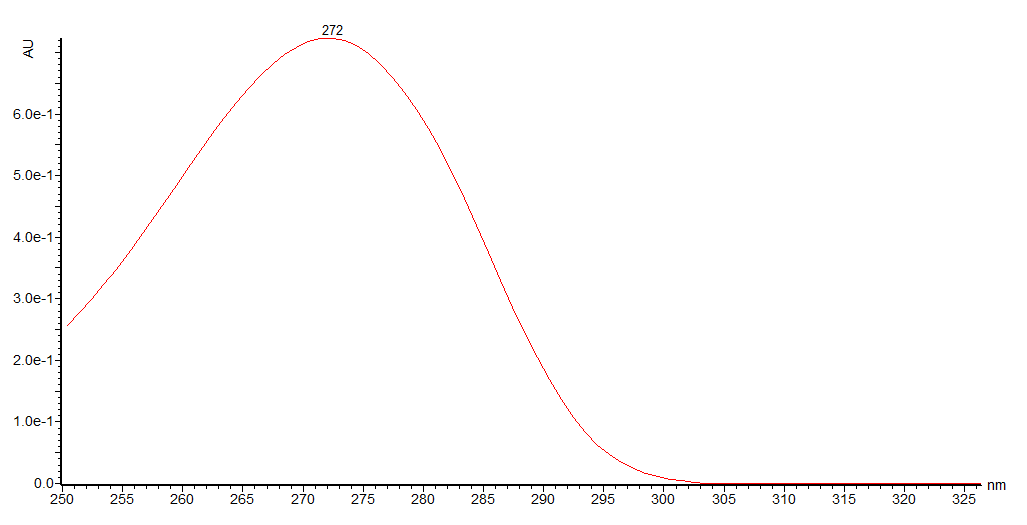
Widmo teobrominy w zakresie UV, z maksimum absorpcji przy 272 nm

Spektroskopia UV-VIS – rodzaj spektroskopii świetlnej, w którym wykorzystuje się promieniowanie elektromagnetyczne leżące w zakresie światła widzialnego ("VIS") oraz bliskiego ultrafioletu ("UV") i bliskiej podczerwieni (długość fali od 200 nm do 1100 nm). Urządzeniem służącym do badań za pomocą tej techniki jest spektrofotometr UV-VIS.
Spektroskopia UV-VIS odnosi się do spektroskopii absorpcyjnej lub spektroskopii odbicia w zakresie widmowym widocznym w ultrafiolecie. Absorpcja lub odbicie w zakresie widzialnym wpływa bezpośrednio na postrzegany kolor badanych preparatów. W tym obszarze widma elektromagnetycznego w atomach i cząsteczkach występują przejścia elektronowe. Spektroskopia absorpcyjna jest komplementarna do spektroskopii fluorescencyjnej, w której fluorescencja występuje w wyniku przejścia ze stanu wzbudzonego do podstawowego, podczas gdy pomiary absorpcji pozwalają na obserwacje przejść ze stanu podstawowego do wzbudzonego.

## Widmo UV-VIS
Elektronowym widmem absorpcyjnym nazywa się widmo w obszarze UV–VIS (prawidłowo nazywa się je widmem elektronowo–oscylacyjno–rotacyjnym). Na energię cząsteczki składa się energia elektronowa, oscylacyjna i rotacyjna.
Widmo składa się z pasm absorpcyjnych, a nie pojedynczych linii, gdyż przejściom elektronowym towarzyszą przejścia z określonej sekwencji podpoziomów oscylacyjnych i rotacyjnych do ich odpowiedniej kombinacji w stanie wzbudzonym.
Zmiany stanów energetycznych elektronów walencyjnych (spektroskopia widm elektronowych) wywoływane są przez absorpcję promieniowania w obszarze UV-VIS. Skutkuje to przeniesieniem elektronu z jednego orbitalu na inny o wyższej energii.
Wyróżnia się przejścia związane z przeniesieniem elektronów wiązań pojedynczych (s), wielokrotnych (p) oraz elektrony wolnych par elektronowych (n). Elektrony te mogą być wzbudzane, przechodząc na orbitale antywiążace s* lub p* o wyższej energii. Widmo w ultrafiolecie obserwuje się wtedy, gdy energia promieniowania elektromagnetycznego odpowiada energii odpowiedniego przejścia elektronowego. Największej energii wymaga wzbudzenie elektronów s, odpowiadającej światłu ultrafioletowemu o krótkiej długości fali (daleki nadfiolet). Najczęściej jednak obserwowane są przejścia związane z przeniesieniem elektronów p oraz n, związane z absorpcją promieniowania z obszaru bliskiego nadfioletu. W praktyce spektroskopia UV–VIS ogranicza się do układów sprzężonych, których przejścia elektronowe związane są z absorpcją promieniowania z zakresu 200–380 nm.
Widmo UV–VIS przedstawia się w postaci zależności absorbancji A od długości fali promieniowania λ (nm). Prawo Lamberta-Beera stwierdza, że absorbancja roztworu jest wprost proporcjonalna do stężenia cząsteczek absorbujących w roztworze i długości ścieżki optycznej. Tak więc dla stałej długości ścieżki można zastosować spektroskopię UV–VIS w celu określenia stężenia absorbera w roztworze. Trzeba wiedzieć, jak szybko zmienia się absorbancja wraz ze stężeniem. Można to zaczerpnąć z odniesień (tabele molowych współczynników ekstynkcji) lub wyznaczonych z krzywej kalibracji.
{\displaystyle A=log(I^{0}/I)=\epsilon cl}
A – mierzona absorbancja, I0 – natężenie światła padającego, I – natężenie światła po przejściu przez próbkę (roztwór), l – długość ścieżki (grubość próbki, np. szerokość kuwety), c – stężenie cząsteczek absorbujących w roztworze, ε – molowy współczynnik ekstynkcji (ta stała jest podstawową właściwością molekularną w danym rozpuszczalniku, w określonej temperaturze i ciśnieniu)
Prawo Lamberta-Beera jest bardzo użyteczne w charakteryzowaniu wielu związków, ale nie można go traktować jako uniwersalnego dla wszystkich substancji. Istnieją bowiem takie, w których występuje wielomianowy związek drugiego rzędu pomiędzy absorpcją a stężeniem(na przykład oranż ksylenolowy lub czerwień obojętna).
Linia podstawowa znajduje się na dole wykresu, natomiast absorpcji promieniowania odpowiada pasmo skierowane do góry.

## Zastosowania
Spektroskopia UV–VIS jest rutynowo stosowana w chemii analitycznej do ilościowego oznaczania różnych związków, takich jak jony metali przejściowych, silnie sprzężone związki organiczne i makromolekuły biologiczne. Analiza spektroskopowa jest zwykle przeprowadzana w roztworach, ale można również badać ciała stałe i gazy.
Przy pomiarach widm UV-VIS stosuje się różne rozpuszczalniki, które nie powinny absorbować promieniowania w obszarze badanym. Takimi rozpuszczalnikami są m.in. węglowodory nasycone, woda i proste alkohole. To, w jaki sposób rozpuszczalnik wpływa na widmo UV, zależy od jego właściwości – głównie od polarności.
W przypadku niepolarnych substancji rozpuszczonych w rozpuszczalniku niepolarnym, widmo związku w roztworze zbliżone jest do jego widma w fazie gazowej, natomiast układy polarne powodują przesunięcie maksimum absorpcji. Największe przesunięcia maksimów obserwuje się w przypadku polarnej substancji rozpuszczonej w polarnym rozpuszczalniku.
Roztwory jonów metali przejściowych mogą być zabarwione (to znaczy absorbują światło widzialne), ponieważ elektrony z podpowłoki d w atomach metali mogą być łatwo wzbudzane z jednego stanu elektronowego do innego. Na kolor roztworów jonów metali silnie wpływa obecność innych dodatków, takich jak niektóre aniony lub ligandy. Na przykład kolor rozcieńczonego roztworu siarczanu miedzi(II) jest bardzo jasnoniebieski; dodanie amoniaku intensyfikuje kolor i zmienia długość fali dla maksymalnej absorpcji.
Polaryzacja i pH rozpuszczalnika mogą wpływać na widmo absorpcji związku organicznego. Takim przykładem jest tyrozyna, która zwiększa maksima absorpcji i molowy współczynnik ekstynkcji, gdy pH wzrasta od 6 do 13 lub gdy spada polarność rozpuszczalnika.
Podczas gdy kompleksy transferu ładunku również powodują powstawanie kolorów, są one często zbyt intensywne, aby można je było zastosować do pomiaru ilościowego.

## Spektrofotometr UV-VIS
Przyrządem stosowanym w spektroskopii UV-VIS jest spektrofotometr UV–VIS. Mierzy on intensywność światła przechodzącego przez próbkę i porównuje ją z intensywnością światła padającego na próbkę.
Podstawowymi częściami spektrofotometru są:
1. źródło światła
2. uchwyt na próbki
3. monochromator, pryzmat lub siatka dyfrakcyjna
4. detektor
5. miernik (mikroprocesor).

Źródłem promieniowania jest często włókno wolframowe (300–2500 nm), deuterowa lampa łukowa, której widmo jest ciągłe w obszarze promieniowania nadfioletowego (190–400 nm), ksenonowa lampa łukowa, której widmo jest ciągłe od 160 do 2000 nm lub diody elektroluminescencyjne (LED).
Jako detektory stosuje się fotopowielacze, fotodiody, układy fotodiodowe lub matryce CCD. Pojedyncze detektory fotodiody i fotopowielacze stosowane są w skanujących monochromatorach, które filtrują wiązkę światła tak, że tylko pojedyncza długość fali dociera do detektora w tym samym czasie.
Monochromator skanujący przesuwa siatkę dyfrakcyjną do "stopniowania" każdej długości fali tak, że jej intensywność może być mierzona jako funkcja długości fali. Stałe monochromatory są używane z CCD i matrycami fotodiodowymi. Ze względu na to, że oba urządzenia składają się z wielu detektorów zgrupowanych w jedno- lub dwuwymiarowe macierze, są w stanie zbierać światło o różnej długości fali na różnych pikselach lub grupach pikseli jednocześnie.

## Inne zastosowania
- UV–VIS można zastosować do określenia kinetyki lub stałej szybkości reakcji chemicznej. Reakcja zachodząca w roztworze musi wykazywać zmianę barwy lub jasności.
- Za pomocą spektroskopii UV–VIS można również wyznaczać stałą równowagi. Po określeniu optymalnej długości fal dla wszystkich reagentów biorących udział w równowadze, reakcję można doprowadzić do równowagi, a stężenie substancji określa się przy różnych znanych długościach fal.